# 17e cérémonie des Teen Choice Awards
La 17e cérémonie des Teen Choice Awards a lieu le 16 août 2015 au Galen Center de Los Angeles et est retransmise sur la chaîne FOX.
La cérémonie est présentée par l'actrice américaine Gina Rodriguez, l'acteur et humoriste américain Josh Peck, et l'acteur et rappeur américain Ludacris.
Les premières nominations sont annoncées le 9 juin 2015. La deuxième vague de nominations est annoncée le 8 juillet 2015 et la troisième et dernière le 30 juillet 2015.

## Remettants
- Skylar Astin
- Sarah Hyland
- Jake T. Austin
- Jack Black
- Terry Crews
- Cat Deeley
- Jason Derulo
- Scott Eastwood
- Adam DeVine
- Lucy Hale
- Maia Mitchell
- Fifth Harmony
- Corey Hawkins
- Ice Cube
- O'Shea Jackson, Jr. (en)
- The Janoskians
- Victoria Justice
- Wiz Khalifa
- Laura Marano
- Lea Michele
- Beatrice Miller
- Jason Mitchell
- Bethany Mota
- Tyler Oakley
- Rita Ora
- Keke Palmer
- R5
- Emma Roberts
- Michelle Rodríguez
- John Stamos
- Bella Thorne
- Gregg Sulkin
- Wilmer Valderrama
- Zendaya

## Programme musical
- 5 Seconds of Summer - She's Kinda Hot
- Little Mix - Black Magic
- Jussie Smollett et Bryshere Y. Gray - You're So Beautiful
- Fifth Harmony - Rock Your Candie's (publicité)
- Rachel Platten - Fight Song
- Flo Rida et Robin Thicke - I Don't Like It, I Love It

### Chanson thème
Cinq chansons sont sélectionnées par les votants pour la cérémonie officielle. Durant la cérémonie, l'une des cinq chansons sélectionnées gagne[pas clair].
- Beautiful Now - Zedd et Jon Bellion
- Don't Look Down - Martin Garrix et Usher
- I Want You to Know - Zedd et Selena Gomez
- Shut Up and Dance (en) - Walk the Moon
- Verge - Owl City et Aloe Blacc

## Palmarès
Les lauréats sont indiqués ci-dessous dans chaque catégorie et en caractères gras.

### Cinéma
| Film : Action | Acteur : Action | Actrice : Action |
| --- | --- | --- |
| - Divergente 2 : L'Insurrection - Fast and Furious 7 - Kingsman : Services secrets - Le Labyrinthe - San Andreas - Tracers | - Vin Diesel dans Fast and Furious 7 - Ansel Elgort dans Divergente 2 : L'Insurrection - Theo James dans Divergente 2 : L'Insurrection - Taylor Lautner dans Tracers - Dylan O'Brien dans Le Labyrinthe - Paul Walker dans Fast and Furious 7 | - Jordana Brewster dans Fast and Furious 7 - Alexandra Daddario dans San Andreas - Maggie Grace dans Taken 3 - Michelle Rodríguez dans Fast and Furious 7 - Kaya Scodelario dans Le Labyrinthe - Shailene Woodley dans Divergente 2 : L'Insurrection |
| Film : Dramatique | Acteur : Dramatique | Actrice : Dramatique |
| - Adaline - Fury - Si je reste - Chemins croisés - McFarland - Une merveilleuse histoire du temps | - Scott Eastwood dans Chemins croisés - James Franco dans True Story - Chris Hemsworth dans Hacker - Jonah Hill dans True Story - Logan Lerman dans Fury - Eddie Redmayne dans Une merveilleuse histoire du temps | - Felicity Jones dans True Story et Une merveilleuse histoire du temps - Blake Lively dans Adaline - Chloë Moretz dans Si je reste - Brittany Robertson dans Chemins croisés - Kristen Stewart dans Still Alice |
| Film : Science-fiction ou Fantastique | Acteur : Science-fiction ou Fantastique | Actrice : Science-fiction ou Fantastique |
| - Avengers : L'Ère d'Ultron - Cendrillon - Le Hobbit : La Bataille des Cinq Armées - Hunger Games : La Révolte, partie 1 - Mad Max: Fury Road - À la poursuite de demain                                                                                        | - George Clooney dans À la poursuite de demain - Robert Downey Jr. dans Avengers : L'Ère d'Ultron - Chris Hemsworth dans Avengers : L'Ère d'Ultron - Liam Hemsworth dans Hunger Games : La Révolte, partie 1 - Josh Hutcherson dans Hunger Games : La Révolte, partie 1 - Channing Tatum dans Jupiter : Le Destin de l'univers                                                               | - Mackenzie Foy dans Interstellar - Lily James dans Cendrillon - Scarlett Johansson dans Avengers : L'Ère d'Ultron - Mila Kunis dans Jupiter : Le Destin de l'univers - Jennifer Lawrence dans Hunger Games : La Révolte, partie 1 - Brittany Robertson dans À la poursuite de demain                                                                                |
| Film : Comédie | Acteur : Comédie | Actrice : Comédie |
| - Welcome Back - DUFF : Le faire-valoir - Dumb and Dumber De - La Nuit au musée : Le Secret des Pharaons - Paul Blart: Mall Cop 2 - The Hit Girls 2 | - Robbie Amell dans DUFF : Le faire-valoir - Skylar Astin dans The Hit Girls 2 - Jim Carrey dans Dumb and Dumber De - Bradley Cooper dans Welcome Back - Kevin James dans Paul Blart: Mall Cop 2 - Ben Stiller dans La Nuit au musée : Le Secret des Pharaons | - Anna Kendrick dans The Hit Girls 2 - Raini Rodriguez dans Paul Blart: Mall Cop 2 - Emma Stone dans Welcome Back - Mae Whitman dans DUFF : Le faire-valoir - Rebel Wilson dans The Hit Girls 2 - Reese Witherspoon dans Hot Pursuit |
| Meilleur Vilain | Meilleur Alchimie | Meilleur Baiser |
| - Rose Byrne dans Spy - Vincent D'Onofrio dans Jurassic World - Jason Statham dans Fast and Furious 7 - Donald Sutherland dans Hunger Games : La Révolte, partie 1 - Bella Thorne dans DUFF : Le faire-valoir - Kate Winslet dans Divergente 2 : L'Insurrection | - Jim Carrey et Jeff Daniels dans Dumb and Dumber De - Le casting de Fast and Furious 7 - Anna Kendrick et Brittany Snow dans The Hit Girls 2 - Thomas Mann et RJ Cyler dans This Is Not a Love Story - Dylan O'Brien et Thomas Brodie-Sangster dans Le Labyrinthe - Sofía Vergara et Reese Witherspoon dans Hot Pursuit - Shailene Woodley et Theo James dans Divergente 2 : L'Insurrection | - Jennifer Lawrence et Liam Hemsworth dans Hunger Games : La Révolte, partie 1 - Blake Lively et Michiel Huisman dans Adaline - Mae Whitman et Robbie Amell dans DUFF : Le faire-valoir - Rebel Wilson et Adam DeVine dans The Hit Girls 2 - Sofía Vergara et Reese Witherspoon dans Hot Pursuit - Shailene Woodley et Theo James dans Divergente 2 : L'Insurrection |
| Meilleure crise de colère | Meilleur voleur | Meilleure révélation |
| - Lewis Black dans Vice Versa - Bryce Dallas Howard dans Jurassic World - Anna Kendrick dans The Hit Girls 2 - Melissa McCarthy dans Spy - Reese Witherspoon dans Hot Pursuit                                                                                   | - Adam DeVine dans The Hit Girls 2 - Chris Evans dans Avengers : L'Ère d'Ultron - Packers de Green Bay dans The Hit Girls 2 - Nicholas Hoult dans Mad Max: Fury Road - Hailee Steinfeld dans The Hit Girls 2 - Miles Teller dans Divergente 2 : L'Insurrection | - Thomas Brodie-Sangster dans Le Labyrinthe - Cara Delevingne dans La Face cachée de Margo - Scott Eastwood dans Chemins croisés - Taron Egerton dans Kingsman : Services secrets - Thomas Mann dans This Is Not a Love Story - Elizabeth Olsen dans Avengers : L'Ère d'Ultron                                                                                       |
| Film de l'été | Acteur de l'été | Actrice de l'été |
| - Vice Versa - Jurassic World - This Is Not a Love Story - La Face cachée de Margo - Spy - Terminator Genisys | - Dwayne Johnson dans San Andreas - Chris Pratt dans Jurassic World - Paul Rudd dans Ant-Man - Adam Sandler dans Pixels - Channing Tatum dans Magic Mike XXL - Nat Wolff dans La Face cachée de Margo | - Emilia Clarke dans Terminator Genisys - Cara Delevingne dans La Face cachée de Margo - Bryce Dallas Howard dans Jurassic World - Evangeline Lilly dans Ant-Man - Melissa McCarthy dans Spy - Amy Poehler dans Vice Versa |
| Meilleure scène de combat | - | - |
| - Keanu Reeves dans John Wick - Dylan O'Brien et Will Poulter dans Le Labyrinthe (The Maze Runner) | | |

### Télévision
| Série : Dramatique | Acteur : Dramatique | Actrice : Dramatique |
| --- | --- | --- |
| - Castle - Empire - The Fosters - Grey's Anatomy - Nashville - Pretty Little Liars | - Keegan Allen dans Pretty Little Liars - Jake T. Austin dans The Fosters - Nathan Fillion dans Castle - Ian Harding dans Pretty Little Liars - Terrence Howard dans Empire - Jussie Smollett dans Empire | - Lucy Hale dans Pretty Little Liars - Taraji P. Henson dans Empire - Maia Mitchell dans The Fosters - Shay Mitchell dans Pretty Little Liars - Hayden Panettiere dans Nashville - Kerry Washington dans Scandal       |
| Série : Science-fiction ou Fantastique | Acteur : Science-fiction ou Fantastique | Actrice : Science-fiction ou Fantastique |
| - Les 100 - Marvel : Les Agents du SHIELD - Arrow - Once Upon a Time - Sleepy Hollow - Vampire Diaries | - Stephen Amell dans Arrow - Joseph Morgan dans The Originals - Bob Morley dans Les 100 - Jared Padalecki dans Supernatural - Ian Somerhalder dans Vampire Diaries - Paul Wesley dans Vampire Diaries | - Candice Accola dans Vampire Diaries - Nina Dobrev dans Vampire Diaries - Jennifer Morrison dans Once Upon a Time - Danielle Panabaker dans Flash - Emily Bett Rickards dans Arrow - Eliza Taylor-Cotter dans Les 100 |
| Série : Comédie | Acteur : Comédie | Actrice : Comédie |
| - Austin et Ally - Awkward - The Big Bang Theory - Le Monde de Riley - New Girl - Young & Hungry | - Anthony Anderson dans Black-ish - Jaime Camil dans Jane the Virgin - Chris Colfer dans Glee - Ross Lynch dans Austin et Ally - Jim Parsons dans The Big Bang Theory - Andy Samberg dans Brooklyn Nine-Nine | - Dove Cameron dans Liv et Maddie - Kaley Cuoco dans The Big Bang Theory - Lea Michele dans Glee - Emily Osment dans Young & Hungry - Gina Rodriguez dans Jane the Virgin - Zendaya dans Agent K.C.                    |
| Dessin animé | Télé réalité | Série : Vilain |
| - Adventure Time - Les Griffin - Souvenirs de Gravity Falls - Regular Show - Les Simpson - Star Wars Rebels | - American Idol - Dance Moms - L'Incroyable Famille Kardashian - Lip Sync Battle - MasterChef Junior (en) - The Voice | - Vanessa Ray dans Pretty Little Liars - Tom Cavanagh dans Flash - "The Dread Doctors" dans Teen Wolf - Terrence Howard dans Empire - Matthew Nable dans Arrow - Chris Wood dans Vampire Diaries                       |
| Voleur de vedette | Révélation (acteur/actrice) | Révélation (série) |
| - Trai Byers dans Empire - Katerina Graham dans Vampire Diaries - Dylan O'Brien dans Teen Wolf - Sasha Pieterse dans Pretty Little Liars - Bella Thorne dans Scream - Ashley Tisdale dans Young & Hungry                                                             | - Grant Gustin dans Flash - Candice Patton dans Flash - Gina Rodriguez dans Jane the Virgin - Yara Shahidi dans Black-ish - Jussie Smollett dans Empire - Bryshere Y. Gray dans Empire | - Becoming Us - Black-ish - Empire - iZombie - Jane the Virgin - Younger |
| Meilleure alchimie | Meilleur baiser | Meilleure série de l'été |
| - Jensen Ackles et Misha Collins dans Supernatural - Le casting de The Big Bang Theory - Le casting de Empire - Katerina Graham et Ian Somerhalder dans Vampire Diaries - Grant Gustin et Candice Patton dans Flash - Ross Lynch et Laura Marano dans Austin et Ally | - Candice Accola et Paul Wesley dans Vampire Diaries - Nina Dobrev et Ian Somerhalder dans Vampire Diaries - Jennifer Morrison et Colin O'Donoghue dans Once Upon a Time - Grant Gustin et Candice Patton dans Flash - Emily Bett Rickards et Stephen Amell dans Arrow - Gina Rodriguez et Justin Baldoni dans Jane the Virgin | - Baby Daddy - Chasing Life - Faking It - Scream - Tu crois que tu sais danser - Teen Wolf |
| Meilleur acteur de l'été | Meilleure actrice de l'été | |
| - Tyler Blackburn dans Pretty Little Liars - David Lambert dans The Fosters - Ross Lynch dans Teen Beach 2 - Tyler Posey dans Teen Wolf - Gregg Sulkin dans Faking It - Mike Vogel dans Under the Dome                                                               | - Troian Bellisario dans Pretty Little Liars - Ashley Benson dans Pretty Little Liars - Willa Fitzgerald dans Scream - Laura Marano dans Austin et Ally - Maia Mitchell dans Teen Beach 2 - Italia Ricci dans Chasing Life | |

### Musique
| Artiste Masculin | Artiste Féminin | Groupe Masculin |
| --- | --- | --- |
| - Jason Derulo - Nick Jonas - Shawn Mendes - Pitbull - Ed Sheeran - Sam Smith | - Iggy Azalea - Selena Gomez - Ariana Grande - Demi Lovato - Rihanna - Taylor Swift | - 5 Seconds of Summer - Fall Out Boy - Imagine Dragons - Maroon 5 - One Direction - OneRepublic |
| Groupe Féminin | Artiste R&B/Hip-Hop | Artiste Country |
| - The Barden Bellas - Cimorelli - Fifth Harmony - Haim - Icona Pop - Little Mix | - Iggy Azalea - Drake - Nicki Minaj - The Weeknd - Kanye West - Wiz Khalifa | - Luke Bryan - Florida Georgia Line - Hunter Hayes - Miranda Lambert - Blake Shelton - Carrie Underwood |
| Single : Artiste Féminin | Single : Artiste Masculin | Single : Groupe |
| - All About That Bass - Meghan Trainor - Bang Bang - Jessie J, Ariana Grande et Nicki Minaj - Heartbeat Song - Kelly Clarkson - One Last Time - Ariana Grande - Pretty Girls - Britney Spears et Iggy Azalea - Shake It Off - Taylor Swift                                                                                     | - Jealous - Nick Jonas - Lay Me Down - Sam Smith - Stitches - Shawn Mendes - Thinking Out Loud - Ed Sheeran - Uptown Funk - Mark Ronson et Bruno Mars - Where Are U Now - Jack Ü et Justin Bieber                                                       | - Centuries - Fall Out Boy - Cool Kids - Echosmith - Steal My Girl - One Direction - Sugar - Maroon 5 - What I Like About You - 5 Seconds of Summer - Worth It - Fifth Harmony et Kid Ink |
| Artiste International | Chanson Country | Chanson R&B/Hip-Hop |
| - 2NE1 - 5 Seconds of Summer - Girls' Generation - Little Mix - One Direction - Super Junior | - 21 - Hunter Hayes - Kick the Dust Up - Luke Bryan - Little Toy Guns - Carrie Underwood - Sippin' on Fire - Florida Georgia Line - Take Your Time - Sam Hunt - That Ghost - Megan and Liz                                                              | - Bitch Better Have My Money - Rihanna - Earned It - The Weeknd - FourFiveSeconds - Rihanna, Kanye West et Paul McCartney - I Don't Like It, I Love It - Flo Rida, Robin Thicke et Verdine White - See You Again - Wiz Khalifa et Charlie Puth - Watch Me - Silentó                            |
| Chanson Rock | Chanson d'amour | Chanson de rupture |
| - Budapest - George Ezra - I Bet My Life - Imagine Dragons - Renegades - X Ambassadors - Take Me to Church - Hozier - Tear in My Heart - Twenty One Pilots - Uma Thurman - Fall Out Boy | - Black Magic - Little Mix - Earned It - The Weeknd - Night Changes - One Direction - Sledgehammer - Fifth Harmony - Sugar - Maroon 5 - Thinking Out Loud - Ed Sheeran                                                                                  | - Bad Blood - Taylor Swift et Kendrick Lamar - Don't - Ed Sheeran - Ex's & Oh's - Elle King - The Heart Wants What It Wants - Selena Gomez - Lips Are Movin - Meghan Trainor - Where Are U Now - Jack Ü et Justin Bieber                                                                       |
| Chanson de l'été | Artiste féminine de l'été | Artiste masculin de l'été |
| - Bad Blood - Taylor Swift et Kendrick Lamar - Cheerleader - OMI - Cool for the Summer - Demi Lovato - Fight Song - Rachel Platten - Good for You - Selena Gomez et ASAP Rocky - Worth It - Fifth Harmony et Kid Ink | - Selena Gomez - Ariana Grande - Demi Lovato - Nicki Minaj - Rihanna - Taylor Swift | - Justin Bieber - Jason Derulo - Andy Grammer - Shawn Mendes - Ed Sheeran - The Weeknd |
| Groupe de l'été | Tournée de l'été | Chanson de fête |
| - 5 Seconds of Summer - Echosmith - Fifth Harmony - Little Mix - Maroon 5 - One Direction | - "The 1989 World Tour" - Taylor Swift - "The Boys of Zummer Tour" - Fall Out Boy - "The Honeymoon Tour" - Ariana Grande - "On the Road Again Tour" - One Direction - "Rock Out With Your Socks Out Tour" - 5 Seconds of Summer - "x Tour" - Ed Sheeran | - Bitch Better Have My Money - Rihanna - Blank Space - Taylor Swift - I Want You to Know - Selena Gomez et Zedd - No Control - One Direction - Shut Up and Dance (en) - Walk the Moon - Uptown Funk - Mark Ronson et Bruno Mars                                                                |
| Révélation | Prochaine grande révélation | Collaboration |
| - Andy Grammer - Little Mix - Tove Lo - Rachel Platten - Meghan Trainor - The Weeknd | - Clark Beckham - Kalin and Myles - Skate Maloley - Beatrice Miller - Neon Jungle - Spring King | - Bad Blood - Taylor Swift et Kendrick Lamar - Hey Mama - David Guetta, Nicki Minaj, Bebe Rexha et Afrojack - Pretty Girls - Britney Spears et Iggy Azalea - See You Again - Wiz Khalifa et Charlie Puth - Uptown Funk - Mark Ronson et Bruno Mars - Where Are U Now - Jack Ü et Justin Bieber |
| Chanson d'un film ou d'une série | | |
| - Believe - Shawn Mendes (The Descendants) - Flashlight - Jessie J (The Hit Girls 2) - Gotta Be Me - le casting de Teen Beach 2 - Love Me Like You Do - Ellie Goulding (Cinquante nuances de Grey) - See You Again - Wiz Khalifa et Charlie Puth (Fast and Furious 7) - You're So Beautiful - Jussie Smollett et Yazz (Empire) | | |

### Fashion
| La plus sexy                                                                            | Le plus sexy                                                                                     |
| --------------------------------------------------------------------------------------- | ------------------------------------------------------------------------------------------------ |
| - Miley Cyrus - Cara Delevingne - Fifth Harmony - Selena Gomez - Rihanna - Taylor Swift | - 5 Seconds of Summer - Justin Bieber - Ryan Guzman - Austin Mahone - Zayn Malik - One Direction |

### Sports
| Athlète : Homme | Athlète : Femme |
| --- | --- |
| - American Pharoah et Victor Espinoza - Tom Brady - Stephen Curry - LeBron James - Cristiano Ronaldo - Jordan Spieth | - The Bella Twins - Simone Biles - Danica Patrick - Ronda Rousey - Équipe des États-Unis féminine de soccer - Serena Williams |

### Web
| Star de la musique                                                                                                   | Roi des réseaux sociaux                                                                                                 | Reine des réseaux sociaux |
| --- | --- | --- |
| - Christina Grimmie - Jack & Jack - Lindsey Stirling - Tori Kelly - Sam Tsui - Shawn Mendes                          | - Jimmy Fallon - Justin Timberlake - Bruno Mars - LeBron James - Justin Bieber - Pitbull                                | - Caitlyn Jenner - Miley Cyrus - Selena Gomez - Nicki Minaj - Katy Perry - Taylor Swift |
| Meilleur Tweets | Viner | Instagrammer |
| - Taylor Swift - Justin Timberlake - Justin Bieber - Lady Gaga - Katy Perry - Shakira                                | - Cameron Dallas - Matthew Espinosa - Brittany Furlan - Logan Paul - Josh Peck - Lele Pons                              | - Beyoncé - Justin Bieber - Selena Gomez - Ariana Grande - Kylie Jenner - Kim Kardashian |
| YouTuber | Comédien/comédienne du Web                                                                                              | Fashion/Beauté |
| - Connor Franta - Kian Lawley "SuperKian13" - Jenna Marbles - Bethany Mota - Tyler Oakley - Lilly Singh "Superwoman" | - Colleen Ballinger "Miranda Sings" - Dude Perfect - Nash Grier - The Janoskians - Josh Peck - Lilly Singh "Superwoman" | - Andrea Brooks "Andrea's Choice" - Rachel Levin "RCLBEAUTY101" - Bethany Mota - Ingrid Nilsen - Michelle Phan - Zoe Sugg                                                                                                   |
| Star féminine du Web                                                                                                 | Star masculine du Web                                                                                                   | Meilleurs fanbase |
| - Eva Gutowski "MyLifeAsEva" - Grace Helbig - Jenn McAllister - Bethany Mota - Michelle Phan - Lele Pons             | - Cameron Dallas - Joey Graceffa - Matthew Espinosa - Nigahiga - PewDiePie - Tyler Oakley                               | - 5SOSFAM (fans des 5 Seconds of Summer) - Directioners (fans des One Direction) - ELF (fans des Super Junior) - Harmonizers (fans des Fifth Harmony) - LittleMonsters (fans de Lady Gaga) - Lovatics (fans de Demi Lovato) |

### Autres
| Comédien/comédienne                                                                       | Danseur/danseuse                                                                      | Mannequin                                                                                      | Selfie                                                                                         |
| ----------------------------------------------------------------------------------------- | ------------------------------------------------------------------------------------- | ---------------------------------------------------------------------------------------------- | ---------------------------------------------------------------------------------------------- |
| - Ellen DeGeneres - Jimmy Fallon - Kevin Hart - Jimmy Kimmel - George Lopez - Amy Schumer | - Allison Holker - Derek Hough - Les Twins - Chloe Lukasiak - tWitch - Maddie Ziegler | - Hailey Baldwin - Cara Delevingne - Gigi Hadid - Kendall Jenner - Karlie Kloss - Robyn Lawley | - Justin Bieber - Kylie Jenner - Kim Kardashian - One Direction - Rihanna - Nicole Scherzinger |